# Vaskning

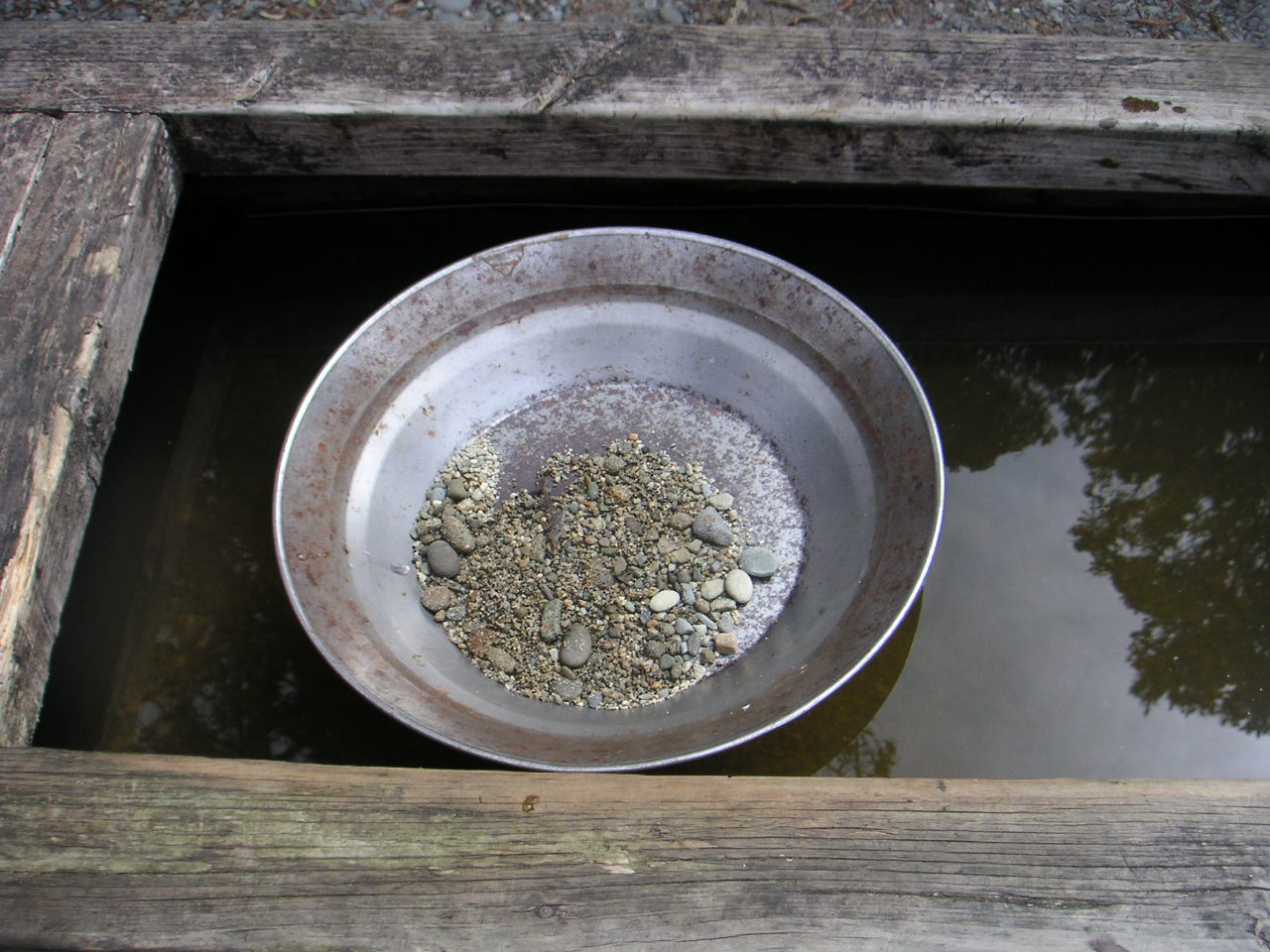
En vaskpanna

Vaskning är tekniken att utvinna små korn av metall eller malmfragment ur ett finkornigt material genom att skölja materialet med vatten. Vid vaskningen utnyttjas metallens eller malmens högre densitet genom att när vattnet sköljer omkring kornen kommer de tyngre kornen att sjunka fortare.
Vaskning fungerar bättre ju tyngre det material man söker utvinna är, men eftersom den mängd som kan utvinnas på detta sätt är relativt liten lämpar det sig bäst för värdefulla metaller som guld eller platina. Även ädelstenar som diamanter eller safirer kan utvinnas med vaskning, med moderna industriella anläggningar så utvinns idag många industrimineral. Guld är den metall som man oftast vaskar efter med enkla handverktyg. Industriella anläggningar används i många länder runt om på jorden och de viktigaste användningarna är för utvinning av Rutil och Ilmenit för färgpigment (Titandioxid, vitt) men även kassiterit för tenn och monazit för cerium är viktiga mineral. På vissa håll i världen (främst Afrika) utvinns diamanter av ädelstenskvalité med vaskningsmetoder. 